# Castelo de Corvin
Castelo de Corvin, também conhecido como Castelo de Hunyadi ou Castelo de Hunedoara  (em romeno: Castelul Huniazilor ou Castelul Corvinilor, língua húngara: Vajdahunyadi vár), é um castelo gótico-renascentista em Hunedoara, na Romênia.  O castelo  foi construído, em estilo renascentista-gótico, em cima de uma antiga fortaleza por ordem de João Hunyadi (Iancu de Hunedoara), o governador regente do Reino da Hungria. A construção começou em 1446 e levou quase 40 anos para ser concluída. Foi um dos maiores da Europa Oriental na época e o castelo do rei da Hungria medieval, Matthias Corvinus.